# Suva cretacea
Suva cretacea är en insektsart som beskrevs av Ronald Gordon Fennah 1950. Suva cretacea ingår i släktet Suva och familjen Meenoplidae. Inga underarter finns listade i Catalogue of Life.